# Hrušovo
Hrušovo – wieś (obec) na Słowacji położona w kraju bańskobystrzyckim, w powiecie Rymawska Sobota. Pierwsze wzmianki o miejscowości pochodzą z roku 1297. 
Według danych z dnia 31 grudnia 2012, wieś zamieszkiwało 199 osób, w tym 100 kobiet i 99 mężczyzn.
W 2001 roku rozkład populacji względem narodowości i przynależności etnicznej wyglądał następująco:
- Słowacy – 96,92%
- Czesi – 0,88%
- Węgrzy – 2,2%

Ze względu na wyznawaną religię struktura mieszkańców kształtowała się w 2001 roku następująco:
- Katolicy rzymscy – 24,67%
- Ewangelicy – 66,52%
- Ateiści – 7,05%
- Nie podano – 0,88%